# Fiorenzuola (Cesena)
Fiorenzuola è un quartiere urbano di Cesena, situato nel settore centro-orientale della città. La superficie del quartiere è di 5,27 km², e vi abitano 10 671 abitanti, con una densità quindi di 2 024,86 abitanti per km².
È composto dalle zone urbane Porta Santi, Fiorita, Stadio, Case Frini, Case Finali, San Pietro, Santo Stefano e dalla zona rurale Rio Marano. 
La zona di Porta Santi, che prende il nome dalla porta muraria, risalente al XIV secolo e trasformata in monumento nel 1819 dall'architetto Curzio Brunelli, è situata a ridosso del quartiere Centro Urbano.
L'area Case Finali deve il nome al fatto che Gaspare Finali, eminente uomo politico cesenate, nella seconda metà dell'Ottocento, aveva diverse proprietà immobiliari sul suo territorio. Tale zona cittadina, che si estende dalle pendici del Colle Spaziano alla S.S. 9 Via Emilia, è caratterizzata da un uso del suolo prevalentemente residenziale; si è popolata in particolare a partire dagli anni cinquanta e sessanta, con abitazioni a uno o due piani, e poi negli anni ottanta, quando una vasta area è stata oggetto di un insediamento P.E.E.P. (Piani di Edilizia Economico Popolare), comunemente conosciuto "Chernobyl" per l'insolito aspetto architettonico. A Case Finali trovano collocazione l'Ospedale Civile della Città di Cesena, dedicato a Maurizio Bufalini e dal 1962 il  Seminario della Diocesi di Cesena-Sarsina, intitolato a San Giovanni XXIII papa.
L'area La Fiorita si estende in pendenza a ovest dello Stadio Dino Manuzzi, denominato in passato proprio con lo stesso nome. È stato costruito in questa zona negli anni 1990 il primo grande centro commerciale di Cesena, Le Terrazze.
Case Frini è la zona urbana di più recente edificazione, posta al di là della ferrovia e composta da alcune centinaia di abitazioni sorte negli anni 1990-2000.
L'area di Rio Marano, nome di un piccolo corso che l'attraversa, è la più periferica, composta in parte da un'area artigianale e una parte da una zona rurale; vi si trova in quest'area un parco giochi pubblico.